# Peach Bowl 2018 (décembre)
Match précédent Match suivant
Le Peach Bowl 2018 de décembre est un match de football américain de niveau universitaire joué après la saison régulière de 2018, le 29 décembre 2019 au Mercedes-Benz Stadium d'Atlanta dans l'État de Géorgie aux États-Unis.
Il s'agit de la 51e édition du Peach Bowl.
Le match met en présence l'équipe des Gators de la Floride issue de la Southeastern Conference et l'équipe des Wolverines du Michigan issue de la Big Ten Conference.
Il débute à 12 h 6, heure locale et est retransmis à la télévision par ESPN.
Sponsorisé par la société Chick-fil-A, le match est officiellement dénommé le Chick-fil-A Peach Bowl 2018.
Les Gators de la Floride gagnent le match sur le score de 41 à 15.

## Présentation du match
| Équipes                                                                                   | Conférences | Entraîneurs     | Stats. saison rég. | Classements avant le bowl CFP-AP-Coaches |
| ----------------------------------------------------------------------------------------- | ----------- | --------------- | ------------------ | ---------------------------------------- |
| Gators de la Floride                                                                      | SEC         | Dan Mullen (en) | 9 - 3              | no 10 - no 10 - no 10                    |
| Wolverines du Michigan                                                                    | Big Ten     | Jim Harbaugh    | 10 - 2             | no 7 - no 8 - no 8                       |
| Arbitre : Mike Defee (Big 12) Équipe donnée favorite par les bookmakers : Michigan par 7½ |             |                 |                    |                                          |

Il s'agit de la 5e rencontre entre ces deux équipes ;
| Saison | Date             | Vainqueur | Score   | Perdant | Compétition                                              |
| ------ | ---------------- | --------- | ------- | ------- | -------------------------------------------------------- |
| 2017   | 2 septembre 2017 | Michigan  | 33 - 17 | Florida | Saison régulière, joué à Arlington au Texas              |
| 2015   | 1er janvier 2016 | Michigan  | 41 - 7  | Florida | Buffalo Wild Wings Citrus Bowl joué à Orlando en Floride |
| 2007   | 1er janvier 2008 | Michigan  | 41 - 35 | Florida | Capital One Bowl joué à Orlando en Floride               |
| 2002   | 1er janvier 2003 | Michigan  | 38 - 30 | Florida | Outback Bowl joué à Tampa en Floride                     |

### Gators de la Floride
Les Gators de la Floride sont l'équipe la plus haute classée en fin de saison qui n'apparaissait pas dans le classement TOP 25 de pré-saison de l'Associated Press.
Avec un bilan global en saison régulière de 9 victoires et 3 défaites, Florida est éligible et accepte l'invitation pour participer au Peach Bowl de décembre 2018.
Ils terminent 3e de la East Division de la Southeastern Conference derrière no 7 Georgia et no 12 Kentucky, avec un bilan en matchs de conférence de 5 victoires et 3 défaites.
À l'issue de la saison 2018 (bowl non compris), ils sont classés #10 aux classements CFP, AP et Coache's.
À l'issue de la saison 2018 (bowl compris), ils seront classés #6 au classement AP et #7 au classement Coaches, le classement CFP n'étant pas republié après les bowls.
Il s'agit de leur 44e apparition dans un Bowl et leur 3e apparition au Peach Bowl (2 défaites, en 1981 et 2004) :
| Dates            | Saisons | Adversaires         | Scores | Victoires - Défaites |
| ---------------- | ------- | ------------------- | ------ | -------------------- |
| 31 décembre 1981 | 1981    | West Virginia       | 26-06  | D : 0 - 1            |
| 31 décembre 2004 | 2004    | #14 Miami (Florida) | 27-10  | D : 0 - 2            |

| Poste       | Joueur         | Statistiques                                                     |
| ----------- | -------------- | ---------------------------------------------------------------- |
| Quarterback | Feleipe Franks | 175/299 passes réussies pour 2284 yards, 23 TDs, 6 interceptions |
| Coureur     | Lamical Perine | 128 courses pour 750 yards nets gagnés et 6 TDs                  |
| Receveur    | Van Jefferson  | 31 réceptions pour 439 yards et 6 TDs                            |

### Wolverines du Michigan
Avec un bilan global en saison régulière de 10 victoires et 2 défaites (8-1 en matchs de conférence), Michigan est éligible et accepte l'invitation pour participer au Peach Bowl de décembre 2018.
Ils terminent 2e de la East Division de la Big Ten Conference derrière no 3 Ohio State.
À l'issue de la saison 2018 (bowl non compris), ils seront classés #7 au classement CFP, #8 au classement AP et #6 au classement Coaches.
À l'issue de la saison 2018 (bowl compris), ils seront classés #14 aux classements AP et Coache's, le classement CFP n'étant pas republié après les bowls.
Il s'agit de leur première apparition au Peach Bowl.
| Poste       | Joueur         | Statistiques                                                     |
| ----------- | -------------- | ---------------------------------------------------------------- |
| Quarterback | Shea Patterson | 188/289 passes réussies pour 2364 yards, 21 TDs, 5 interceptions |
| Coureur     | Karan Higdon   | 224 courses pour 1178 yards nets gagnés et 10 TDs                |
| Receveur    | Nico Collins   | 33 réceptions pour 552 yards et 6 TDs                            |

## Résumé du match
Début du match à 14 h 06, fin à 15 h 34 pour une durée totale de jeu de 3 h 18 min, joué en indoor.
| QT          | Temps       | Drive       | Drive       | Drive       | Équipe      | Description de l'action | Score | Score |
| QT          | Temps       | Jeux        | Yards       | TDP         | Équipe      | Description de l'action | FLO   | MIC   |
| ----------- | ----------- | ----------- | ----------- | ----------- | ----------- | --- | ----- | ----- |
| 1           | 05:37       | 10          | 51          | 03:52       | FLO         | FG de 21 yards par K McPherson Evan | 3     | 0     |
| 1           | 02:03       | 9           | 75          | 03:34       | MIC         | TD de 9 yards par WR Peoples-Jones Donovan à la suite d'une réception de passe de QB Patterson Shea + 1 point de conversion par K Moody, Jake | 3     | 7     |
| 2           | 12:22       | 10          | 66          | 04:41       | FLO         | FG de 26 yards par K McPherson Evan | 6     | 7     |
| 2           | 05:56       | 4           | 0           | 01:58       | MIC         | FG de 48 yards par K Moody Jake | 6     | 10    |
| 2           | 02:41       | 8           | 75          | 03:15       | FLO         | TD à la suite d'une course de 20 yards par QB Franks Feleipe + 1 point de conversion par K McPherson Evan                                     | 13    | 10    |
| 3           | 08:06       | 6           | 44          | 02:43       | FLO         | TD de 5 yards par RB Perine Lamical à la suite d'une réception de passe de QB Franks Feleipe + 1 point de conversion par K McPherson Evan     | 20    | 10    |
| 3           | 02:34       | 8           | 63          | 04:07       | FLO         | TD à la suite d'une course de 1 yard par RB Scarlett Jordan + 1 point de conversion par K McPherson Evan                                      | 27    | 10    |
| 4           | 12:16       | 11          | 67          | 05:18       | MIC         | FG de 26 yards par K Moody Jake | 27    | 13    |
| 4           | 09:21       | 6           | 75          | 02:55       | FLO         | TD à la suite d'une course de 53 yards par RB Perine Lamical + 1 point de conversion par K McPherson Evan                                     | 34    | 13    |
| 4           | 04:58       | -           | -           | -           | MIC         | Safety par plusieurs membres des Wolverines                                                                                                   | 34    | 15    |
| 4           | 04:43       | -           | -           | -           | FLO         | TD à la suite d'une interception retournée sur 30 yards par DB Gardner-Johnson Chauncey + 1 point de conversion par K McPherson Evan          | 41    | 15    |
| Score final | Score final | Score final | Score final | Score final | Score final | Score final | 41    | 15    |

## Statistiques
| Système | Nom                      | Équipe  | Poste |
| ------- | ------------------------ | ------- | ----- |
| Attaque | Feleipe Franks           | Florida | QB    |
| Défense | Chauncey Gardner-Johnson | Florida | DB    |

| Statistiques                           | FLO                                                   | MIC                                                  |
| -------------------------------------- | ----------------------------------------------------- | ---------------------------------------------------- |
| 1er down                               | 15                                                    | 18                                                   |
| 1er down à la course                   | 10                                                    | 5                                                    |
| 1er down à la passe                    | 5                                                     | 12                                                   |
| 1er down suite pénalité                | 0                                                     | 1                                                    |
| Conversion de 3e down                  | 8/16                                                  | 6/15                                                 |
| Conversion de 4e down                  | 1/2                                                   | 0/2                                                  |
| Jeux–yards                             | 64 jeux pour 427 yards                                | 67 jeux pour 326 yards                               |
| Yards à la course                      | 40 courses pour 257 yards moyenne de 6,4 yards/course | 30 courses pour 77 yards moyenne de 2,6 yards/course |
| Yards à la passe                       | 170                                                   | 249                                                  |
| Passes : Réussies-Tentées-Interceptées | 14/24 passes complétées, 0 interception               | 23/37 passes complétées, 2 interception              |
| Réussite en zone rouge/chances         | 5/5                                                   | 2/2                                                  |
| TD                                     | 5                                                     | 1                                                    |
| Field Goals                            | 2/2                                                   | 2/3                                                  |
| Sacks (Nombre-Yards)                   | 5 pour 27 yards adverses perdus                       | 3 pour 17 yards adverses perdus                      |
| Fumbles (Nombre/Perdus)                | 0/0                                                   | 1/0                                                  |
| Pénalités (Nombre/Yards perdus)        | 5 pour 40 yards perdus                                | 4 pour 22 yards perdus                               |
| Temps de possession                    | 31:19                                                 | 28:41                                                |

| Quarterbacks        | Quarterbacks          | Quarterbacks                                                             |
| ------------------- | --------------------- | ------------------------------------------------------------------------ |
| FLO                 | Franks Feleipe        | 13/23 passes complétées, 173 yards, 0 interception, 1 TD, 3 sacks subis  |
| MIC                 | Patterson Shea        | 22/36 passes complétées, 236 yards, 2 interceptions, 1 TD, 5 sacks subis |
| Meilleurs coureurs  |                       |                                                                          |
| FLO                 | Perine Lamical        | 6 courses pour 79 yards nets gagnés, 1 TD, moyenne de 12,7 yards/course  |
| MIC                 | Turner Christian      | 7 courses pour 32 yards nets gagnés, 0 TD, moyenne de 4,6 yards/course   |
| Meilleurs receveurs |                       |                                                                          |
| FLO                 | Jefferson Van         | 4/8 réceptions pour 64 yards gagnés, 0 TD                                |
| MIC                 | Peoples-Jones Donovan | 8/10 réceptions pour 71 yards gagnés, 1 TD                               |
| Meilleurs tacklers  |                       |                                                                          |
| FLO                 | Henderson C.J.        | 8 tacles dont 7 en solo, 1 sacks, 1,5 touché pour perte                  |
| MIC                 | Ross Josh             | 11 tacles dont 5 en solo, 1 sacks, 1,5 touché pour perte                 |